# Ostafievos internationella flygplats

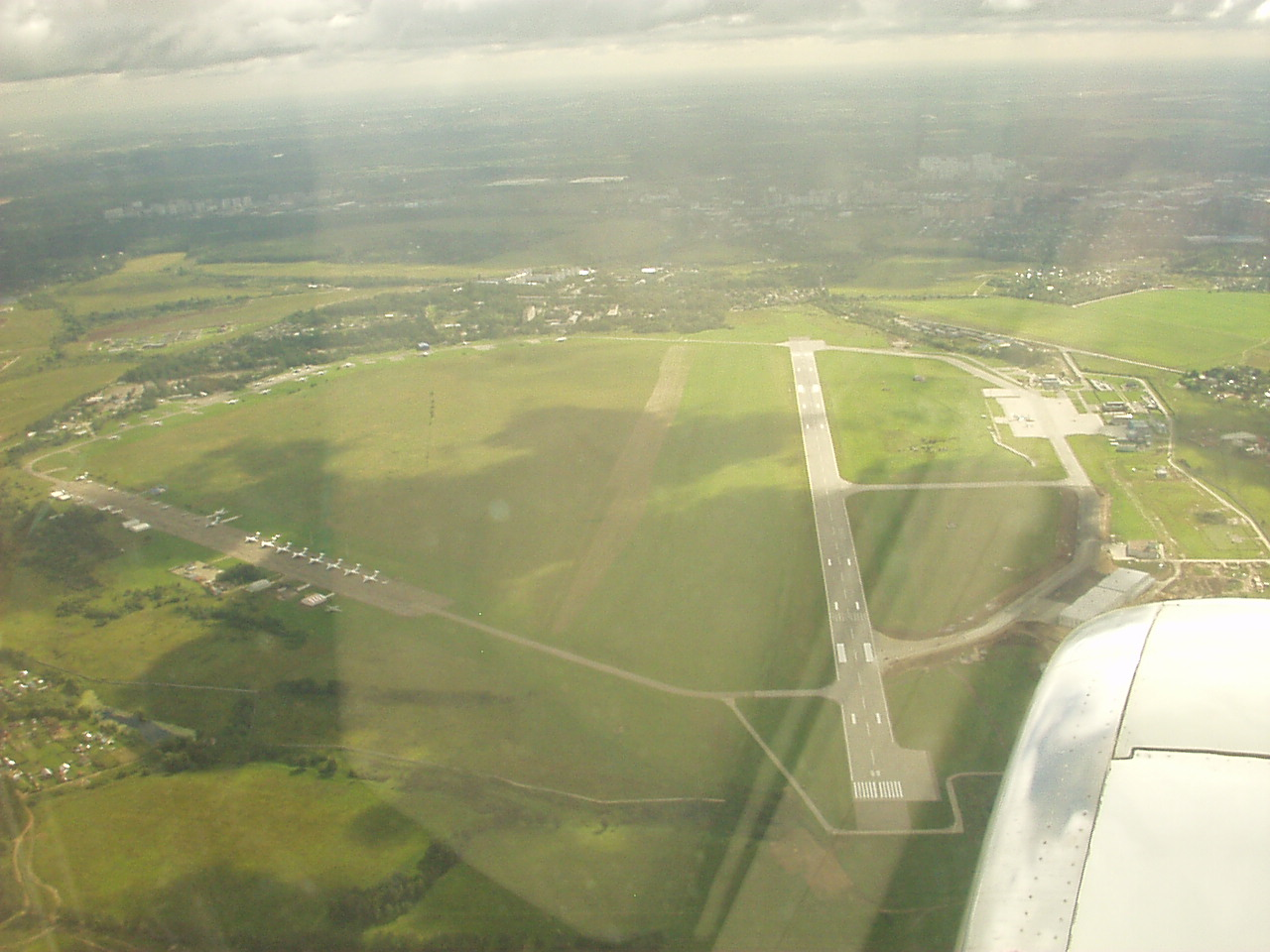
Ostafievos internationella flygplats

Ostafievos internationella flygplats nära Moskva i Ryssland är en Internationell klass "B" flygplats. Flygplatsen ägs av ett dotterbolag till Gazprom. Den öppnade år 2000. Flygplatsen har ingen reguljär trafik.